# 菲利伯特·雅克·梅洛特
| 676 Melitta | 1909年1月16日 |

菲利伯特·雅克·梅洛特（法語：Philibert Jacques Melotte，1880年1月29日—1961年3月30日），比利时裔英国天文学家，他的父母亲都是在英国的比利时移民。

## 天文发现
1908年1月27日，梅洛特发现了木星的第八颗卫星木卫八。这颗卫星直到1975年才有正式的名称（由希腊神话中的帕西法尔命名）。在此之前，人们称它为Jupiter VIII。
1909年1月16日，梅洛特独立发现了一颗小行星-小行星676，这颗小行星虽然是以希腊神话中的宁芙梅丽莎命名，但其实却是在暗示自己，因为这个名字和他的姓氏很相似。

## 梅洛特深空天体表
梅洛特曾经编写了梅洛特深空天体表（Melotte catalog），其中在1915年入选的编号为梅洛特111的疏散星团并没有出现在梅西耶星表或NGC天体表中，因为它直到1938年才被证实是一个星团。

## 荣誉
1909年，英国皇家天文学会授予梅洛特杰克逊-格威尔特奖章。